# DN59A
De DN59A (Drum Național 59A of Nationale weg 59A) is een weg in Roemenië. Hij loopt van Timișoara via Jimbolia naar Servië. De weg is 48 kilometer lang.